# マルクス・アティリウス・レグルス・カレヌス
マルクス・アティリウス・レグルス・カレヌス（ラテン語: Marcus Atilius Regulus Calenus、生没年不詳）は紀元前4世紀の共和政ローマの政治家・軍人。紀元前335年に執政官（コンスル）を務めた。カレヌスのアグノーメン（添え名）はカレスを陥落させた功績による。

## 出自
アティリウス氏族の出身。アティリウス氏族はパトリキ（貴族）系とプレブス（平民系）があるが、アティリウス・レグルス家はプレブス系である。カレヌスはアティリウス氏族としては初の執政官である。紀元前294年の執政官マルクス・アティリウス・レグルスは息子である。

## 経歴
レグルスは紀元前335年に執政官に就任。同僚執政官は伝説的な英雄であるマルクス・ウァレリウス・コルウスであった。ローマと敵対していたシディキニ族（en）は、カレス（en、現在のカルヴィ・リゾルタ）を中心としたアウソニ族（en）と同盟していた。元老院はこの問題の解決のために優れた軍事指揮官が執政官となることを希望していた。通常、執政官の担当戦線はくじ引きで決められるが、この年は例外であり、元老院はコルウスにカレス攻略を命じ、コルウスは期待に応えてカレスを攻略、占領した。翌年ローマはカレスを植民市とし、いずれも執政官経験者であるドゥイッリウス、ファビウス・アンブストゥス、クィンクティウス・カピトリヌスを三人委員会に任命して2,500名を入植させた。この勝利により、コルウスは二度目の凱旋式を実施したが、レグルスの働きも小さくは無かったと思われ、このときにカレヌスのアグノーメンを得ている。
両執政官ともに戦争のためローマを離れていたために、ルキウス・アエミリウス・マメルキヌス・プリウェルナスが選挙実施のための（comitiorum habendorum cause） 独裁官（ディクタトル）に任命され、ケントゥリア民会の開催と翌年の執政官選挙を実施した。

## 参考資料
- ティトゥス・リウィウス『ローマ建国史』
- T. Robert S., Broughton (1951). «XV». The Magistrates of the Roman Republic . Volume I, 509 BC - 100 BC (in English). I . New York: The American Philological Association.